# FurAffinity
Fur Affinity  (también escrito como FurAffinity ) es una comunidad de arte centrada en el furry que alberga obras de arte, literatura, fotografía y grabaciones de audio. Fue lanzado oficialmente el 10 de diciembre de 2005 (aunque existió una versión beta rudimentaria de enero a agosto) por un individuo seudónimo que usaba el apodo de "Alkora", y era propiedad de Sean "Dragoneer" Piche a través de su sociedad de responsabilidad limitada Ferrox Art desde 2007 hasta 2015 cuando fue comprado por la plataforma de mundo virtual IMVU, y luego nuevamente a través de una segunda LLC, Frost Dragon Art,  desde 2021 hasta su muerte en agosto de 2024. 
Fur Affinity está ubicado en Terre Haute, Indiana, y presenta tanto arte furry estándar como arte para adultos, aunque es necesario registrar una cuenta gratuita para ver este último. El sitio se ha convertido en el sitio web basado en furry más conocido y utilizado desde su lanzamiento, recibiendo alrededor de 20 millones de visitas mensuales.  

## Historia
Antes del lanzamiento de Fur Affinity, el sitio web centrado en furry más conocido era un sitio de arte llamado SheezyArt. En 2004, se anunció que SheezyArt prohibiría el arte para adultos. Alkora, un usuario de SheezyArt, decidió lanzar Fur Affinity en enero de 2005 como un sitio abierto al arte para adultos, junto con el arte estándar.
La versión original de Fur Affinity enfrentó numerosos ataques y violaciones de seguridad. El 1 de agosto de 2005, debido a un desacuerdo con el proveedor del servidor y el codificador principal, se cerró Fur Affinity. Después de una breve recaudación de fondos para apoyar un nuevo servidor, Fur Affinity se relanzó el 10 de diciembre.
Fur Affinity seguiría enfrentando problemas con el servidor durante los próximos años. En 2007, la cuenta del administrador del sitio Sean "Dragoneer" Piche fue violada, lo que provocó que el sitio en su conjunto cayera durante 2 días. En 2008, el sitio estuvo inactivo durante más de un mes debido a una "falla de hardware del servidor" y se organizó otra recaudación de fondos para reemplazar los servidores.
En 2011, Fur Affinity se fusionó con otro sitio centrado en furry, Furocity. En 2013, el sitio había logrado un total de 10 millones de publicaciones. En 2015, FurAffinity fue comprada por la plataforma de software 3D IMVU . 
En 2016, se filtró el código fuente de Fur Affinity, lo que provocó que los datos personales de muchos usuarios se vieran comprometidos. Como resultado, el sitio fue cerrado inmediatamente y se ordenó a los usuarios que restablecieran sus contraseñas.  En 2017, alrededor de 600 cuentas de bots publicaron imágenes gráficas de sangre, lo que una vez más provocó la caída del sitio.
En enero de 2021, Dragoneer fue despedido de IMVU. En febrero, Dragoneer anunció que había recuperado la propiedad del sitio web y formó la sociedad de responsabilidad limitada Frost Dragon Art. En 2022, el sitio se opuso a las obras de arte generadas por inteligencia artificial, afirmando que las obras generadas por IA carecían de "mérito artístico" y no eran bienvenidas en el sitio.  En 2023, el sitio fue prohibido en Rusia debido a "contenido prohibido".  Ese mismo año, se informó que Shanghai Disneyland había incluido una imagen del sitio en una nueva atracción de la ciudad de Zootopia sin el permiso del artista. 
El 6 de agosto de 2024, Piche murió por complicaciones de una infección pulmonar. En un tuit antes de su muerte, afirmó que necesitaba más de 25.000 dólares para una cita con el médico, mientras que otro mostraba 2.000 dólares. Esto significó retrasos en su atención crítica, lo que llevó a que su condición empeorara. A partir del 7 de agosto de 2024, las autoridades están esperando los resultados de una biopsia realizada antes de su muerte para revelar la identidad de la infección. Su muerte ha provocado críticas y debates generalizados sobre el sistema de salud en Estados Unidos .   
El 20 de agosto de 2024, los registros de dominio del sitio web Fur Affinity se vieron comprometidos. El pirata informático redirigió el dominio a otros sitios, incluida una tienda Shopify falsa que imitaba el sitio web oficial, una estafa de criptomonedas, la cuenta X que en ese momento estaba controlada oficialmente, un artículo del Washington Post de 2017  y luego Kiwi Farms. En respuesta a la repentina afluencia de tráfico, Kiwi Farms cerró temporalmente los registros de nuevos usuarios y agregó un banner al sitio que afirmaba que la administración del sitio no estaba involucrada en las acciones del atacante.
En respuesta a la toma de control, Fur Affinity invalidó todos los inicios de sesión de los usuarios en su sitio web para mitigar el impacto del ataque. El 21 de agosto, Cloudflare publicó una advertencia en el dominio de que había sido denunciado por "posible phishing". Más tarde ese día, el personal de Fur Affinity informó que habían recuperado el control del dominio y se estaban preparando para volver a poner el sitio en línea, pero les preocupaba que una afluencia repentina de tráfico causara más problemas. Al día siguiente, el personal anunció que el sitio había sido restaurado por completo y que era seguro utilizarlo. Afirmaron que el sitio en sí no había sido atacado y que no se había accedido a ningún dato privado.

## Funciones y contenido
Fur Affinity es un sitio web de una comunidad de arte, con un formato similar al de Newgrounds y DeviantArt. Newsweek lo describió como "el equivalente peludo de Facebook ".  Los usuarios registrados pueden cargar obras de arte, animaciones, literatura, fotografías y grabaciones de audio (incluida la música). Los usuarios también pueden comentar publicaciones, darles me gusta y seguir artistas. Al igual que DeviantArt, los usuarios pueden crear carpetas de sus medios y clasificar las cargas como "restos". Fur Affinity también aloja medios Adobe Flash y ha integrado Ruffle en el sitio luego de la obsolescencia del primero.
La edad mínima para crear una cuenta es 13 años,  y la mayoría de las obras de arte del sitio son seguras para trabajar.  A pesar de esto, a menudo se publica contenido para adultos. Las publicaciones marcadas como " no seguras para el trabajo " se restringen automáticamente a usuarios registrados mayores de 18 años, aunque muchas obras de arte que contienen fetiches pero que no se consideran pura pornografía a menudo no han sido marcadas por los autores. Fur Affinity tiene una versión del sitio totalmente "segura para el trabajo" que se puede alternar y que no muestra arte etiquetado como "adulto". Bajo el filtro "adulto", solo se permiten medios que representen personajes adultos, y se prohíbe el contenido pornográfico/fetiche que represente personajes menores de edad. 

## Comunidad
Fur Affinity es el sitio web exclusivamente furry más popular y se ha vuelto muy conocido y controvertido en el fandom furry. Lo utilizan los artistas peludos de la comunidad para promocionar su trabajo.   Desde 2016, el sitio web ofrece espacios publicitarios en banners a los artistas en el sitio, además de los perfiles públicos gratuitos que los artistas pueden utilizar para su autopromoción. 
Fur Affinity celebró anteriormente una convención llamada "FA: United". La primera convención se celebró en 2007 y se celebró anualmente hasta 2020, cuando se suspendió como consecuencia de la pandemia de COVID-19 . 
Varias de las controversias del sitio han surgido de luchas internas y conductas entre los administradores y el personal, incluido el antiguo propietario Dragoneer.  Muchos usuarios han migrado a otros sitios web centrados en furry, como InkBunny, SoFurry, Weasyl e Itaku como resultado de las controversias del sitio. También ha habido informes de furries de extrema derecha, o "nazifurs", que publican imágenes en el sitio web.  